# Emília Dias
Emília Carlota Sebastião Celestino Dias ist eine angolanische Politikerin der Movimento Popular de Libertação de Angola (MPLA).  Seit dem 12. Oktober 2018 ist sie Erste Vizepräsidentin der Nationalversammlung (Assembleia Nacional).

## Leben
Emília Carlota Sebastião Celestino Dias absolvierte ein Studium der Pädagogik, das sie mit einem Lizenziat (Licenciada em Ciências da Educação) abschloss. Nach Abschluss des Studiums unterrichtete sie zwischen 1993 und 1996 als Lehrerin an der Berufsschule für Kunst und Kunsthandwerk (Escola de Formação Profissional de Artes e Ofícios) der Provinz Namibe. Sie wurde zudem 1993 Mitglied des Vereinigung der Schüler von Mittelschulen (Associação dos Alunos do Ensino Médio) sowie 1994 der Jungen Literaturbrigade (Brigada Jovem de Literatura ). 1996 wurde sie Sektionschefin der Abteilung Studien und Forschung im Nationalen Institut des Kindes (Instituto Nacional da Criança). Während dieser Zeit begann sie ihr politisches Engagement im MPLA-Jugendverband JMPLA (Juventude do Movimento Popular de Libertação de Angola) und wurde 1997 Mitglied des Komitees und des Sekretariats der JMPLA der Provinz Huíla sowie 1998 Mitglied des Nationalrates der JMPLA. Darüber hinaus engagiert sie sich in der MPLA-Frauenorganisation OMA (Organização da Mulher Angolana) und wurde 1999 Mitglied des Komitees der OMA der Provinz Huíla. 2001 übernahm sie die Funktion als Nationale Koordination für Rechnungsprüfung und Disziplin im Nationalrat der JMPLA.
Bei der Wahl vom 31. Dezember 2012 wurde Emília Dias auf der Landesliste der Movimento Popular de Libertação de Angola (MPLA) erstmals zum Mitglied der Nationalversammlung (Assembleia Nacional) gewählt. In der Legislaturperiode von 2012 bis 2017 fungierte sie als Erste Sekretärin des Präsidiums der Nationalversammlung. Nach ihrer Wiederwahl bei der Wahl vom 23. August 2017 wurde sie Mitglied der 1. Parlamentskommission (1ª Comissão: Assuntos Constitucionais e Jurídicos), die für Verfassungsangelegenheiten und Recht zuständig ist. Seit dem 12. Oktober 2018 ist sie Erste Vizepräsidentin der Nationalversammlung und ist damit erste Stellvertreterin von Parlamentspräsident Fernando da Piedade Dias dos Santos.
Emília Carlota Sebastião Celestino Dias ist ferner Mitglied des Politbüros sowie des Zentralkomitees der MPLA. Sie ist derzeit zudem Zweite Nationalsekretärin des MPLA-Jugendverband JMPLA und damit nach Sérgio Luther Rescova Joaquim stellvertretende Vorsitzende der Juventude do Movimento Popular de Libertação de Angola. Des Weiteren ist sie Mitglied des Nationalkomitees der Frauenorganisation OMA.